# Rachel Levine
Rachel L. Levine (sinh ngày 28 tháng 10 năm 1957) là một bác sĩ nhi khoa người Mỹ giữ chức vụ giám đốc y tế tiểu bang Pennsylvania. Bà cũng là giáo sư nhi khoa và tâm thần tại Cao đẳng Y khoa Penn State. Trước đây bà là bác sĩ đa khoa của Pennsylvania. Bà là một trong số ít các quan chức chính phủ chuyển giới công khai ở Hoa Kỳ. Vào ngày 19 tháng 1 năm 2021, Tổng thống đắc cử Joe Biden thông báo rằng anh ấy sẽ đề cử Levine vào chức vụ thứ trưởng bộ y tế Hoa Kỳ, điều này sẽ khiến bà trở thành quan chức liên bang chuyển giới công khai đầu tiên được Thượng viện chấp thuận.

## Thời trẻ và học vấn
Levine xuất thân từ Wakefield, tiểu bang Massachusetts. Bà là người Do Thái và lớn lên theo học trường Do Thái, nhớ lại rằng khi cô ấy lớn lên, giáo sĩ Do Thái của cô ấy không nói về các vấn đề LGBTQ. Bà tốt nghiệp phổ thông học từ Trường trung học Belmont ở Belmont, Massachusetts.

## Đời sống cá nhân
Bà có hai con, David và Dayna. 
Bà đã chuyển đổi giới tính vào năm 2011. Levine và vợ cũ của bà, Martha Peaslee Levine, li hôn năm 2013.